# Kreuzau

Kreuzau est une commune de Rhénanie-du-Nord-Westphalie (Allemagne), située dans l'arrondissement de Düren, dans le district de Cologne, dans le Landschaftsverband de Rhénanie.